# Лари Елдър
Лорънс Алън Елдър (на английски: Laurence Allen Elder) е американски десен политически коментатор и радиоводещ с консервативни възгледи от афроамерикански произход. Той е водещ на предаването „Шоуто на Лари Елдър“, което се излъчва от Калифорния. Шоуто му стартира през 1993 г. като местна програма на радиостанция от Лос Анджелис – KABC, то излъчва до 2008 г., след което се излъчва повторно в периода от 2010 до 2014 г. Лари Елдър поддържа връзки с The Epoch Times (определян за крайнодесен вестник, публикуван от движението Фалун Гонг).
Лари Елдър е бивш адвокат и автор на нехудожествена литература. Той е автор на произведението „Както върви Калифорния: Моята мисия да спася Голдън Стейт и да спася нацията“.
През 2021 г. Елдър се кандидатира за губернатор на Калифорния от Републиканската партия, като се изправя срещу Гавин Нюсъм от Демократическата партия, но не е избран. На 20 април 2023 г. Елдър обявява кандидатурата си за участие в първичните избори на Републиканската партия за президентските избори през 2024 г.

## Биография
Лари Елдър е роден на 27 април 1952 г. в Лос Анджелис, като израства в градските райони Пико-Юниън и Южен централен, има трима братя. През 1970 г. завършва гимназията Креншоу и получава бакалавърска степен по политически науки през 1974 г. от университета „Браун“. След това получава докторска степен по право от Юридическия факултет на Мичиганския университет през 1977 г.